# St. Naum Peak
Der St. Naum Peak (englisch; bulgarisch връх Свети Наум wrach Sweti Naum) ist ein 620 m hoher Berg auf der Livingston-Insel im Archipel der Südlichen Shetlandinseln. Am östlichen Ende des Peshev Ridge in den Tangra Mountains ragt er 1,2 km ostnordöstlich des Hauptgipfels des Gebirgskamms, 0,82 km westsüdwestlich des Silistra Knoll und 3 km südlich des St. Ivan Rilski Col auf.
Bulgarische Wissenschaftler nahmen von 2004 bis 2005 Vermessungen vor. Die bulgarische Kommission für Antarktische Geographische Namen benannte ihn 2005 nach Naum (≈830–910), Heiliger der Bulgarisch-orthodoxen Kirche.